# Owrmā
Owrmā (persiska: اورما) är en ort i Iran.   Den ligger i provinsen Gilan, i den nordvästra delen av landet, 290 km nordväst om huvudstaden Teheran. Owrmā ligger 368 meter över havet och antalet invånare är 882.
Terrängen runt Owrmā är huvudsakligen kuperad, men åt sydväst är den bergig.Runt Owrmā är det ganska glesbefolkat, med 45 invånare per kvadratkilometer. Närmaste större samhälle är Māsāl, 13,6 km sydost om Owrmā. I omgivningarna runt Owrmā växer i huvudsak blandskog.